# Ruginoasa (Iași)
Ruginoasa é uma comuna romena localizada no distrito de Iaşi, na região de Moldávia. A comuna possui uma área de 57.83 km² e sua população era de 6339 habitantes segundo o censo de 2007.